# Georges Elloy
Pour les articles homonymes, voir Elloy.
Georges Elloy (né le 13 mai 1930 dans le 18e arrondissement de Paris et mort le 5 juin 2020 à Avranches), est un athlète français, spécialiste des épreuves de haies.

## Carrière
Il remporte plusieurs titres de champion de France sur les courses de haies dans les catégories jeunes. Il démontre également de bonnes capacités au saut en hauteur. Georges Elloy est sacré champion de France du 400 mètres haies en 1950 et en 1951. L'année suivante, il remporte également la médaille de bronze. 
Ses bonnes performances au niveau national lui valent 13 sélections en équipe de France, dont une lors des Championnats d'Europe où il prendra la 6e place sur 400 m haies. 

## Famille
Il est le mari de l'athlète Colette Elloy et le père de l'athlète Laurence Elloy.

## Palmarès
| Date | Compétition           | Lieu      | Résultat | Épreuve     | Marque |
| ---- | --------------------- | --------- | -------- | ----------- | ------ |
| 1950 | Championnats d'Europe | Bruxelles | 6e       | 400 m haies | 54 s 3 |